# Hazzard
Hazzard (The Dukes of Hazzard) è una serie televisiva statunitense ideata da Gy Waldron e prodotta dalla Warner Bros. Television in collaborazione con Lou Step Productions e Piggy Productions. Fu trasmessa per la prima volta dal 26 gennaio 1979 all'8 febbraio 1985 sulla rete televisiva CBS, per un totale di 7 stagioni e 147 episodi. In Italia andò in onda su Canale 5 dal 1981 al 1986.

## Trama
Georgia, Stati Uniti. Nell'immaginaria contea di Hazzard si susseguono le rocambolesche avventure della famiglia Duke, composta dai giovani cugini Bo, Luke, Daisy e da Jesse, un loro saggio e anziano zio. Nonostante i sani principi di lealtà e correttezza, che i Duke hanno sempre messo davanti ad ogni cosa, anche loro, come nella migliore tradizione di molte famiglie del profondo sud, non hanno mai rinunciato alla distillazione clandestina di whisky. Questa debolezza, in passato, è stata la causa, per loro, di problemi con la giustizia ed è per questo motivo che Bo e Luke si trovano ora in libertà condizionata.
Tre anni prima dell'inizio delle vicende narrate dalla serie, infatti, viene specificato che mentre stavano trasportando del whisky prodotto dallo zio Jesse, i due ragazzi erano stati catturati dalla polizia federale e, in cambio della loro libertà, lo zio promise alle autorità che non avrebbe più distillato alcool. La condizione di libertà limitata impone a Bo e Luke di non oltrepassare i confini della contea, senza prima chiedere il permesso al commissario Boss Hogg, e al tempo stesso di non far uso di armi da fuoco.
Per guadagnarsi da vivere, oltre ad aiutare lo zio nella fattoria, i due cugini svolgono lavoretti per vecchi amici di famiglia e spesso prendono parte a gare automobilistiche. La cugina Daisy, invece, lavora presso il Boar's Nest, un locale dove gli abitanti di Hazzard solitamente si ritrovano per ballare, ascoltare musica country e bere birra.
Le quotidiane vicissitudini della famiglia Duke sono sempre contrapposte a quelle del capo della contea Jefferson Davis Hogg, detto semplicemente "Boss". Quest'ultimo è costantemente alle prese con loschi affari che cerca di portare a termine sfruttando la collaborazione, più o meno volontaria, della polizia locale, composta dallo sceriffo Rosco P. Coltrane e dai vice sceriffi Enos Strate e Cletus Hogg. Uno dei principali desideri di Boss Hogg è quello di veder marcire in galera Bo e Luke, che spesso e volentieri riescono a ostacolarlo impedendogli di portare a termine i suoi innumerevoli e disonesti traffici. I ragazzi Duke sono coadiuvati nelle loro imprese dal fidato amico Cooter (il meccanico di Hazzard) e da una Dodge Charger modello 1969 chiamata "Generale Lee", mediante la quale si prodigano in fughe e inseguimenti, il più delle volte a scapito dello sceriffo Rosco.
Caratteristica della serie, in ogni puntata trovava infatti spazio almeno un inseguimento tra due o più veicoli sulle strade sterrate della contea, sempre sottolineate da un sottofondo di musica country. Tali sequenze sono caratterizzate dalle tipiche sbandate in sovrasterzo e almeno uno spettacolare salto del Generale Lee, spesso lasciato in "sospeso" da un intervallo pubblicitario.

## Episodi
| Stagione         | Episodi | Prima TV originale | Prima TV Italia |
| ---------------- | ------- | ------------------ | --------------- |
| Prima stagione   | 13      | 1979               | 1981            |
| Seconda stagione | 23      | 1979-1980          |                 |
| Terza stagione   | 23      | 1980-1981          |                 |
| Quarta stagione  | 27      | 1981-1982          |                 |
| Quinta stagione  | 22      | 1982-1983          |                 |
| Sesta stagione   | 22      | 1983-1984          |                 |
| Settima stagione | 17      | 1984-1985          | 1986            |

## Personaggi

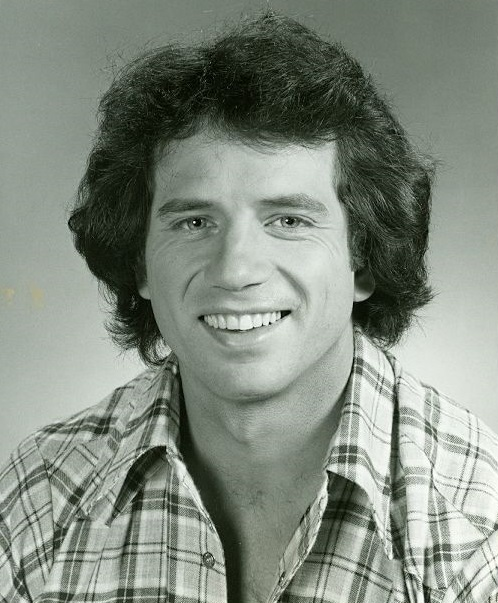
Tom Wopat

- Lucas "Luke" Duke (Tom Wopat): è il maggiore dei cugini, ha i capelli neri e veste quasi sempre con camicia azzurra con quadrati blu e blue jeans. È certamente il più serio, riflessivo e sapiente dei giovani Duke, ma al tempo stesso anche lui spericolato e irriducibile. Insieme a Bo, che condivide con lui la passione per le corse automobilistiche, è il protagonista della maggior parte delle vicende narrate nella serie. Luke è inoltre un ex sergente dei Marines ed è stato anche campione di pugilato sotto le armi, ma dopo un incontro, in cui stava quasi per uccidere il suo avversario, giurò di smettere con quello sport. Nella quinta stagione, insieme a Bo, abbandona Hazzard per partecipare al campionato NASCAR. L'allontanamento dei due dallo show, in realtà, è dovuto ad alcuni dissapori con i produttori per la ripartizione dei diritti del merchandising. Visto il calo di ascolti e di gradimento, vengono richiamati e reintegrati dalla produzione a partire dal diciannovesimo episodio.

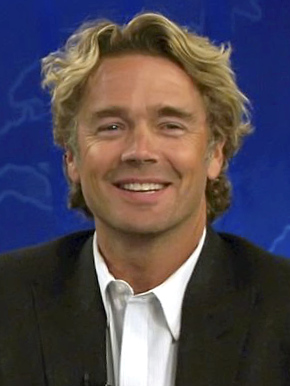
John Schneider

- Beauregard "Bo" Duke (John Schneider): è il ragazzo Duke dai capelli biondi e più giovane. Indossa una camicia color crema e jeans azzurri. È attratto dalle belle ragazze (sebbene si fida facilmente di loro e venga spesso manipolato o ingannato) ed è più selvaggio e impulsivo di Luke. Il più delle volte questo tratto funziona a suo favore, ma a volte viene criticato per questo. È un ex pilota di stock car (anche se si è unito al circuito NASCAR per la maggior parte della quinta stagione con suo cugino Luke), ed è in genere quello che fa i leggendari "salti" con il Generale Lee durante le gare e gli inseguimenti. È il miglior pilota della famiglia, quindi quello che guida più spesso durante la serie. Lui e Luke guidano a turno il generale Lee in alcuni episodi mentre condividono l'auto tra loro. John Schneider, al provino per la parte di Bo Duke, dichiarò di avere 24 anni, ossia l'età che i produttori richiedevano per quel ruolo, anche se in realtà ne aveva solamente 18.[8]

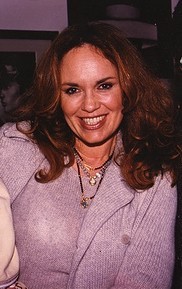
Catherine Bach

- Daisy Duke (Catherine Bach): è la bella cugina di Bo e Luke, con i quali vive, insieme allo zio Jesse, nella fattoria di famiglia. Veste quasi sempre in mini-jeans e maglietta ed è la protagonista femminile sexy della serie. Oltre a essere molto attraente è anche simpatica, onesta e, proprio come gli altri membri della famiglia, anche un po' spericolata. Partecipa di buon grado alle avventurose imprese dei cugini, talvolta facendo uso della sua bellezza per attirare il nemico in trappola. È appassionata di musica e vorrebbe fare la cantante, ma per guadagnarsi da vivere lavora come cameriera al Boar's Nest. Durante la serie i suoi mini-jeans in America divennero popolarissimi e conosciuti proprio con il nome di "Daisy Duke Jeans" o semplicemente "Daisy-Dukes", e erano così famosi che un esemplare fu messo in mostra allo Smithsonian Museum di Washington DC. La Bach, sempre nei panni di Daisy Duke, ha posato anche per un calendario che ha venduto 5.000.000 di copie.[9] Le gambe di Catherine Bach erano assicurate, durante la serie, per un valore di un milione di dollari del 1980.[10] Per la parte di Daisy la produzione stava cercando una donna simile a Dolly Parton, ma quando Catherine Bach seppe dal marito David Shaw (furono sposati dal 1976 al 1981) del ruolo si precipitò al casting e quando i produttori la videro la assunsero immediatamente.[11]
- Jesse Duke (Denver Pyle): detto anche "Zio Jesse", è il capofamiglia di casa Duke. Vedovo (la moglie si chiamava Lavinia) e senza figli, vive con i suoi nipoti Bo, Luke e Daisy. Si occupa della fattoria e di pagare periodicamente a Boss Hogg (suo nemico fin da quando erano giovani) l'ipoteca che grava sul terreno di famiglia. Prende sovente parte alle avventure di Bo e Luke, fornendo loro sempre un valido aiuto. In giovane età distillava whisky, ma ha promesso di smettere in cambio della concessione della libertà vigilata ai nipoti. Il personaggio di zio Jesse, vista la somiglianza fisica e l'ambientazione della serie, sembra essere un omaggio al Generale Robert Edward Lee dell'esercito confederato.

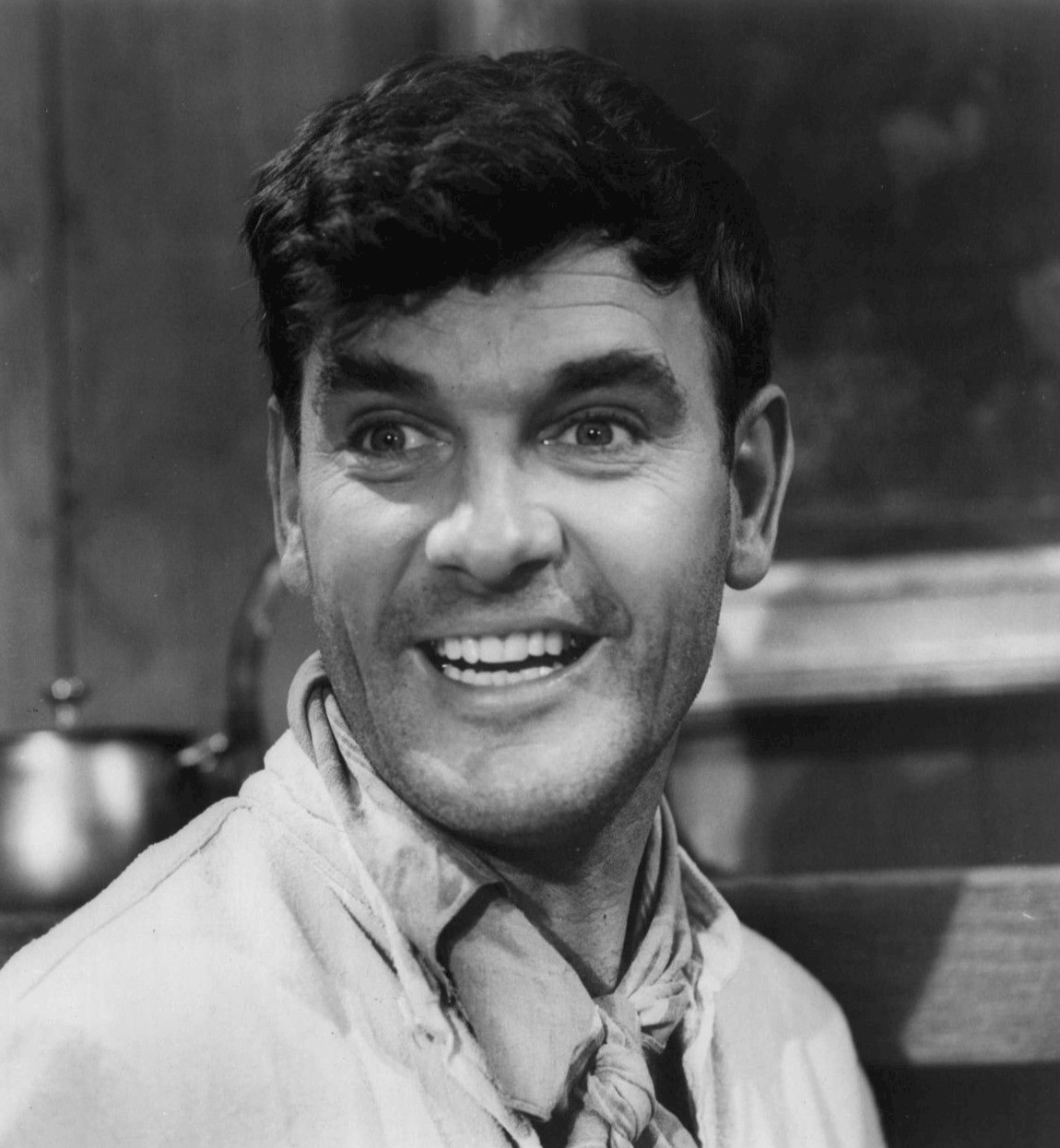
James Best

- Sceriffo Rosco Pervis Coltrane (James Best): è lo sceriffo della contea di Hazzard, ma in realtà prende spesso e volentieri parte alle malefatte organizzate da Boss Hogg, di cui è un servitore oltre che cognato. Oltre ad essere corrotto, è anche imbranato e spesso vittima d'inganni di vario tipo (data la sua ingenuità), anche da parte di Bo e Luke. Risulta essere scapolo e affezionato, in maniera eccessiva, alla sua mamma e al suo basset hound di nome Flash. Nei primi cinque episodi della serie il carattere di Rosco è diverso da quello che appare in seguito: non è buffo e stupido, ma più serio e severo. Sempre nelle prime puntate della serie egli stesso spiega che si comporta in modo disonesto perché, per cause non meglio specificate, i cittadini di Hazzard gli hanno fatto perdere la sua pensione e così, nel tentativo di finanziarla (ha sul conto corrente solo 43 dollari) collabora, suo malgrado, con Boss Hogg. Curiosamente, a questa vicenda non si farà più riferimento nel corso della serie. Rosco utilizza una pistola a tamburo calibro 38 con manico in madreperla; a volte porta un vistoso anello. È il fratello minore di Lulu Coltrane Hogg, la moglie di Boss Hogg e ha anche un'altra sorella di nome Hortense.
- Boss Jefferson Davis "J.D." Hogg (Sorrell Booke): è il “cattivo” numero uno della serie, ricco, corrotto e dall'aspetto obeso e viscido. Ha le mani in pasta un po' dappertutto e risulta essere invischiato in un gran numero di affari illeciti. È il sindaco della contea di Hazzard (il titolo ufficiale di JD Hogg è Commissario di contea) e anche il proprietario del Boar's Nest, nonché del terreno su cui sorge la fattoria della famiglia Duke, eccetera. È alla perenne ricerca del modo migliore per fare imprigionare i cugini Duke, così da non avere ostacoli per i suoi loschi traffici, ma ogni volta fallisce miseramente. Mangiare fegato crudo, fumare sigari esplendidos da 29 cm e contare il denaro sono le sue attività preferite. Anche se tenta sempre d'incastrare i Duke li considera, in fondo, degli amici: in gioventù, infatti, contrabbandava whisky con zio Jesse. Indossa sempre un abito bianco, un cappello da cowboy bianco e stivali di pelle bianchi. Gira su una Cadillac bianca con delle corna sul cofano. Nella realtà Sorrell Booke, l'attore che lo interpretava, era esattamente l'opposto: era un attore coltissimo e di scuola shakespeariana, di buon carattere e amato da tutti. Per calarsi meglio nella parte Booke vestiva un'imbottitura che lo faceva sembrare più grasso, e arrivava persino a mangiare veramente fegato crudo. Il contratto di Sorrell Booke prevedeva che il suo personaggio non avrebbe mai ucciso o ordinato di uccidere e neppure trafficato in droga. Il nome di "Boss" Hogg è una citazione del primo e unico Presidente degli Stati Confederati d'America, Jefferson Davis.

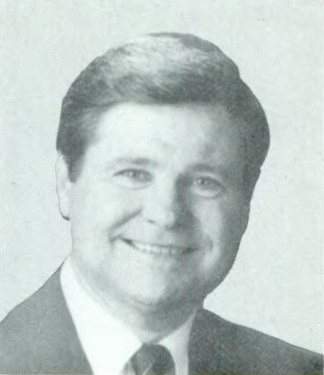
Ben Jones

- Cooter Davenport (Ben Jones): è il meccanico[12], perennemente vestito con abiti sporchi, della contea di Hazzard oltre che amico di Bo e Luke. Interviene molte volte in loro aiuto andandoli a recuperare con il suo carro attrezzi, ma anche riparando e apportando migliorie alla loro automobile, il Generale Lee. È un personaggio che difficilmente si arrabbia, a meno che non ci sia un motivo valido per farlo. Prima di conoscere la famiglia Duke ha avuto una figlia, che in seguito tornerà a cercarlo in un episodio della serie. Ben Jones nella vita reale possiede una catena di negozi chiamata "Cooter's place", dove si possono trovare articoli di merchandising dedicati alla serie, ma anche veri e propri cimeli derivanti direttamente dalla produzione ed esposti come in un museo.[13].Sonny Shroyer

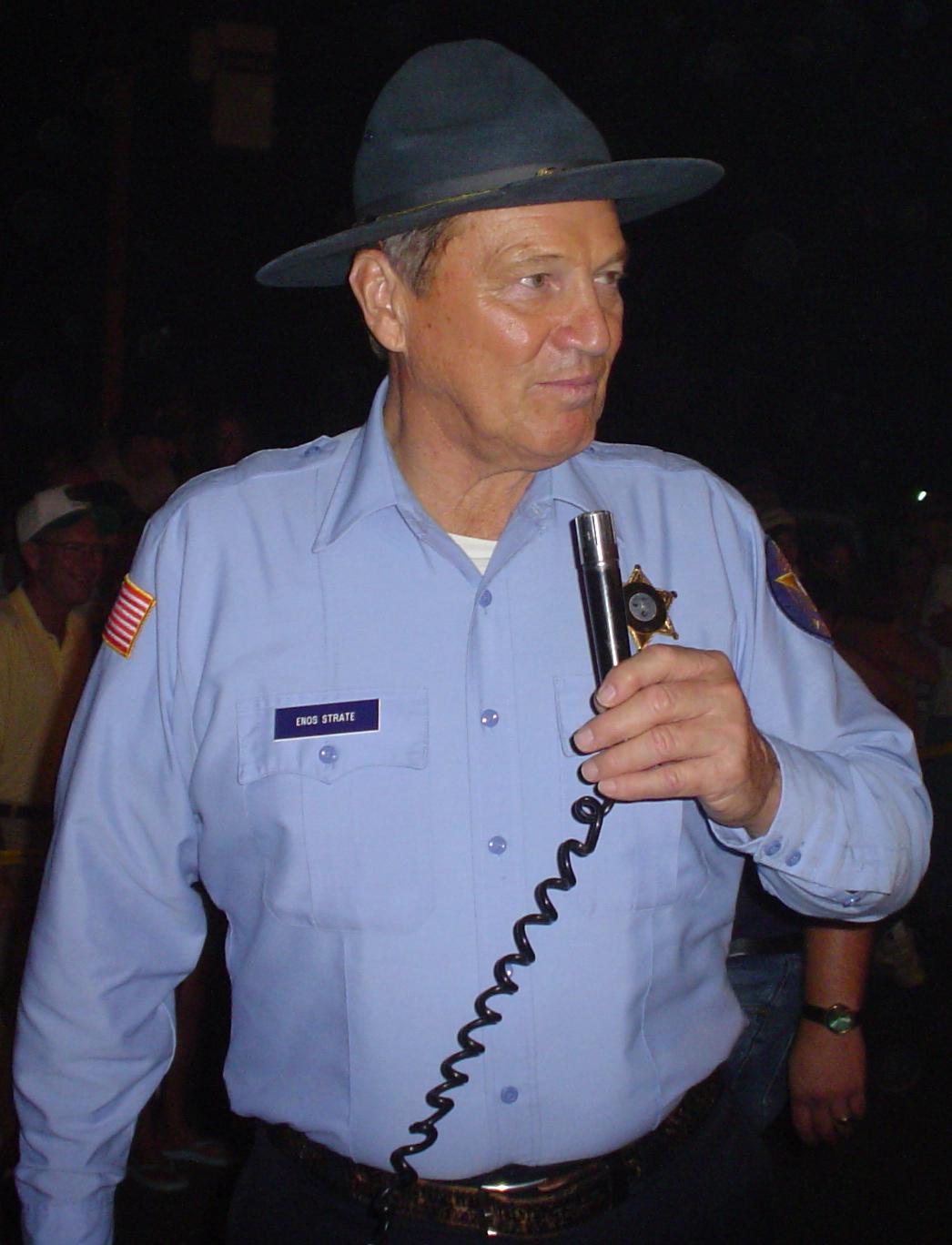
Sonny Shroyer

- Vice-sceriffo Enos Strate (Sonny Shroyer): da bambino era un compagno di giochi di Bo e Luke, successivamente ha deciso di arruolarsi nella polizia. A differenza di Rosco e di Boss Hogg, Enos è un personaggio onesto, che non appena viene messo al corrente di qualche losca manovra dei suoi superiori avverte la famiglia Duke. È innamoratissimo di Daisy, tanto da dichiararsi più volte a lei, seppur in maniera un po' timida. Il suo sogno è di compiere un'impresa per poter lavorare in una grande città, sempre come poliziotto e in questo verrà aiutato dalla famiglia Duke. Dopo una stagione passata a Los Angeles (nello spin-off Enos), comunque, farà ritorno ad Hazzard.
- Vice-Sceriffo Cletus Hogg (Rick Hurst): cugino di Boss Hogg, è un personaggio molto più ingenuo di Rosco e molte volte appoggia i piani di Boss Hogg senza nemmeno comprenderne a fondo la strategia. Per questa ragione non è raro che si improvvisi, suo malgrado, "benefattore" nei confronti della famiglia Duke. Inizialmente viene chiamato da Boss Hogg per sostituire Enos, partito per Los Angeles, poi collaborerà con lui per un breve periodo. In alcuni episodi il vicesceriffo Cletus è doppiato da Massimo Lopez che successivamente darà la voce anche al meccanico Cooter Davenport a partire dalla quinta stagione.
- Coy Duke (Byron Cherry): è il cugino biondo dei Duke, che viene ad abitare con Daisy e lo zio Jesse ad Hazzard, quando Bo e Luke partono per disputare il campionato NASCAR. La presenza dei "nuovi cugini" durerà solo diciannove episodi. Assieme a Vance, l'altro nuovo cugino, prenderà il posto di Bo e Luke nella vita, mai monotona, della contea di Hazzard.
- Vance Duke (Christopher Mayer): cugino moro dei Duke che viene a vivere nella fattoria di famiglia insieme a Coy, quando Bo e Luke partono per prendere parte al campionato NASCAR.
- Flash: è il cane di razza Basset Hound che fa compagnia a Rosco durante i suoi appostamenti e anche durante gli inseguimenti in auto. Rosco gli è molto affezionato e spesso lo tratta come se fosse un essere umano, benché sia un cane poliziotto, è piuttosto poco reattivo ai comandi di Rosco e agli eventi, rendendo il nome Flash (Lampo) un palese gioco di parole. Flash era di proprietà del suo addestratore Alvin Mears. Ne sono stati utilizzati vari esemplari, il più gettonato si chiamava Sandy.
- Lulù Coltrane Hogg (Peggy Rea): è la moglie di Boss Hogg e sorella di Rosco. Come suo marito adora il cibo e quando litigano gli promette di non cucinare mai più per lui (promessa che non mantiene mai). Non sa nulla delle attività illegali di Boss e del fratello ed è in buoni rapporti con i Duke.

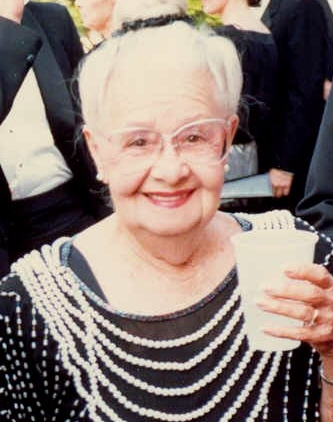
Nedra Volz

- Miss Emma Tisdale (Nedra Volz): è l'anziana postina di Hazzard. Consegna la posta a bordo della sua moto da cross ed è innamorata di zio Jesse (presumibilmente in passato è stata la sua ragazza).
- Sceriffo Little (Don Pedro Colley): è lo sceriffo di Chickasaw, contea limitrofa ad Hazzard. È noto perché anche lui, come Rosco, vuole incastrare i Duke ma puntualmente non ci riesce.
- Hugie Hogg (Jeff Altman): è il nipote di Boss Hogg e come lo zio è avido, odia i Duke, veste sempre di bianco, fuma il sigaro e adora contare i dollari. Anche se più povero è tuttavia più disonesto ancora dello zio. Viaggia a bordo di un maggiolino bianco con delle corna sul cofano.
- Il narratore (voce di Waylon Jennings nella versione originale) è doppiato in Italia dallo stesso doppiatore di Boss Hogg, ovvero Elio Pandolfi.
- Mabel/Myrtle Tillingham (Lindsay Bloom) è la cugina di Hogg che gestisce la compagnia telefonica di Hazzard. Pettegola come pochi, ascolta le chiamate per poi informare Boss Hogg su cosa sta succedendo nella contea. Il suo nome misteriosamente cambia da Myrtle a Mabel a metà della seconda stagione.
- Mr Rhuebottom (John Wheeler) è il proprietario di un negozio locale General Store.
- Dr. Henry "Doc" Petticord (Patrick Cranshaw) è il medico di Hazzard.
- Dr. "Doc" Appleby (Elmore Vincent) (Parley Baer) è il successore di Petticord. Interpretato prima da Elmore Vincent e poi da Parley Baer.

- albero genealogico famiglia Duke
- albero genealogico famiglia Hogg e Coltrane
- albero genealogico famiglia Davenport

### I cambi nel cast
La serie nel corso degli anni subì diversi stravolgimenti nel cast, molto spesso a causa di contrasti tra gli attori e i produttori.
- Ben Jones abbandonò per alcuni episodi della 2ª stagione perché non voleva tagliare i capelli e la barba. Venne sostituito da Mickey Jones, che interpreta BB Davenport (cugino di Cooter Davenport), o da Ernie Lively, che interpreta LB Davenport (anche lui cugino di Cooter Davenport).
- Nella seconda stagione, per cinque puntate, James Best abbandonò la serie per divergenze con la produzione riguardanti i posti dei camerini e vi fece ritorno solo dopo che vennero accolte le sue rimostranze. L'assenza di Rosco venne giustificata col fatto che lo stesso era impegnato in un corso di aggiornamento ad Atlanta. Gli episodi in cui è assente sono: Arrestate zio Jesse (1979), Il tesoro di Hazzard (1980), L'agente Daisy Duke (1980), Jude Emery (1980) e Il ritorno dei fazzoletti rossi (1980). Durante queste assenze venne sostituito da quattro sceriffi diversi, tra cui Dick Sargent, che apparve in due episodi.
- Sonny Shroyer abbandonò la serie per prendere parte allo spin off Enos, ma impose, per contratto, che se la nuova serie non avesse avuto successo sarebbe potuto tornare. Enos durò solo 18 episodi. Durante la sua assenza venne sostituito da Rick Hurst nel ruolo del vice-sceriffo Cletus Hogg.
- Nella primavera del 1982 le riprese della quinta stagione non videro la partecipazione di Wopat e Schneider. I due attori protagonisti, infatti, abbandonarono la serie per divergenze in merito ai diritti sul merchandising. Anche Catherine Bach voleva lasciare ma Wopat e Schneider la convinsero a rimanere convinti del fatto che, con un suo contemporaneo addio, non ci sarebbe più stata la possibilità di tornare. La produzione in un paio di settimane sostituì Wopat e Schneider con Byron Cherry e Christopher Mayer nei panni di due nuovi cugini Duke, rispettivamente Coy e Vance. L'assenza di Bo e Luke venne giustificata come una dipartita per prendere parte al campionato NASCAR. Cherry e Mayer furono originariamente ingaggiati per soli dieci episodi come controfigure, con la speranza che una soluzione potesse essere raggiunta con Wopat e Schneider[14] e presero parte in tutto a 19 episodi. Tuttavia la Warner Brothers, a causa del crollo degli ascolti, fu costretta, nei primi mesi del 1983, a rinegoziare i contratti con Wopat e Schneider. Infatti, quando mancavano ormai solo quattro episodi alla conclusione della quinta stagione, i due rientrarono da protagonisti nel cast. In un primo momento si ipotizzò che Cherry e Mayer rimanessero con ruoli ridotti, ma poi si capì che non avrebbe funzionato.[15]
- Denver Pyle e Sorrell Booke furono gli unici ad apparire in tutti gli episodi.
- In Italia la serie è stata spesso trasmessa senza rispettare l'ordine cronologico originale di produzione e di messa in onda. Per questo motivo l'andirivieni di alcuni personaggi molte volte è stato di difficile comprensione.

## Produzione

### Concezione e sviluppo
L'idea di realizzare la serie è dello sceneggiatore Gy Waldron che già nel 1975 scrisse e diresse il film Moonrunners. Lui stesso ha dichiarato di aver tratto ispirazione dalle storie che gli raccontava Jerry Rushing, un "moonrunner" (così era soprannominato chi di notte trasportava whiskey illegale) proveniente da una vera famiglia di contrabbandieri. Nel film da lui realizzato nel 1975 sono presenti molti elementi che qualche anno dopo verranno inseriti in Hazzard. Come il profondo sud, le distillerie clandestine, un personaggio chiamato zio Jesse, una voce narrante (anche qui di Waylon Jennings), un gruppo di cugini, etc. Per rendere il prodotto più adatto a un mercato televisivo, comunque, molti personaggi e alcune loro caratteristiche iniziali vennero ripulite, rivedute e corrette.

### Registi
- Paul Baxley (19 episodi)
- Don McDougall (18 ep.)
- Hollingsworth Morse (17 ep.)
- Dick Moder (12 ep.)
- Denver Pyle (12 ep.)
- Rod Amateau (7 ep.)
- Jack Whitman (5 ep.)
- Tom Wopat (5 ep.)
- Ralph Riskin (5 ep.)
- Bob Sweeney (4 ep.)
- James Sheldon (4 ep.)
- Sorrell Booke (4 ep.)
- Michael Caffey (4 ep.)
- James Best (3 ep.)
- Harvey S. Laidman (3 ep.)
- Jack Starrett (2 ep.)
- William Asher (2 ep.)
- Bob Claver (2 ep.)
- George Bowers (2 ep.)
- Hy Averback (1 ep.)
- Allen Baron (1 ep.)
- Bob Kelljan (1 ep.)
- Ernest Pintoff (1 ep.)
- Ron Satlof (1 ep.)
- Gy Waldron (1 ep.)
- Arthur Marks (1 ep.)
- Gabrielle Beaumont (1 ep.)
- Mark Warren (1 ep.)
- Bernard McEveety (1 ep.)
- John Schneider (1 ep.)
- William Crain (Episodi sconosciuti)

Alcuni attori si occuparono anche della regia in alcuni episodi: Tom Wopat in cinque episodi, John Schneider in uno, Denver Pyle in dodici, James Best in tre e Sorrell Booke in quattro.

### Sceneggiatori
Sceneggiatori (13)
- Gy Waldron (146 ep.)
- Myles Wilder (31 ep.)
- Si Rose (21 ep.)
- Martin Roth (17 ep.)
- William Raynor (16 ep.)
- Len Kaufman (14 ep.)
- Bruce Howard (12 ep.)
- Leonard B. Kaufman (3 ep.)
- Paul Savage (3 ep.)
- Michael Michaelian (3 ep.)
- Michael Sevareid (3 ep.)
- Jim Rogers (2 ep.)
- Bob Clark (1 ep.)
- Fred Freiberger (1 ep.)
- Ron Friedman (1 ep.)
- Herman Groves (1 ep.)
- Stephen Kandel (1 ep.)
- William Kelley (1 ep.)
- William Keys (1 ep.)
- Kris Kincade (1 ep.)
- Nance McCormick (1 ep.)
- Katharyn Powers (1 ep.)
- William Putman (1 ep.)
- Bruce A. Taylor (1 ep.)
- Calvin Kelly (1 ep.)
- Michael Piller (1 ep.)
- David R. Toddman (1 ep.)
- John Schneider (1 ep.)
- Simon Muntner (Episodi sconosciuti)

John Schneider è l'unico membro del cast a essere stato sia attore che regista e sceneggiatore in almeno un episodio.

### Stuntman
La serie deve molto della sua popolarità alle acrobazie con le auto. Queste vennero coordinate da Paul Baxley con il contributo degli stuntman: Jack Gill, Corey Michael Eubanks (controfigura di Tom Wopat), Desiree Kerns, Gary Baxley, Tim Carta, Al Wyatt Jr., Marian Verde, Lance Turner, Ray Lykins, Steve Kelso, Craig R. Baxley, Robert Jon Carlson, Doug Coleman, Jon H. Epstein, Debbie Evans, Terry James, Monty Jordan, Hubie Kerns Jr., Henry Kingi, Hannah Kozak, Gene LeBell, Eddie Paul, Rich Sephton, Tony Snegoff, Jerry Summers, Renaud Veluzat.

### Riprese
I primi cinque episodi della serie furono girati in Georgia nella città di Covington nel 1978. Successivamente la Warner Brothers, per ridurre i costi e velocizzare la produzione, spostò i set presso i più comodi Burbank Studios di Los Angeles dove, nella celebre location già utilizzata in passato per numerose altre produzioni, fu ricreata la Contea di Hazzard con tanto di piazza con gazebo, banca, negozi, officina di Cooter, etc. Per gli esterni vennero utilizzate anche diverse località della California. Tra queste, il Paramount Ranch di Agoura Hills, Santa Clara, Thousand Oaks e il Walt Disney Golden Oak Ranch di Santa Clarita.
- Nella sigla d'apertura, la scena dove i Duke con la Generale Lee saltano sopra la macchina di Rosco fu girata al Seney Hall di Oxford College di Covington. In quel luogo la Generale Lee fece il suo primo salto l'11 novembre 1978: il salto fu di 25 metri (82 piedi)[23].
- Il Boar's Nest originale, che appare nei primi cinque episodi della prima stagione, si trova ad Oxford, Georgia, al numero 290 di Flat Rock Road, a soli venti minuti a nord di Covington. Attualmente è utilizzato come chiesa. Quello che appare negli episodi successivi della serie è una copia ricostruita negli studi della Warner Bros.
- Il cimitero delle auto di Hazzard che appare nell'episodio Slot machine (One Armed Bandits), 1º episodio della 1ª stagione, si trova al numero 3975 di Hwy, a venti minuti a nord di Conyers: successivamente fu in parte bonificato; solo l'autobus giallo e poche altre auto si trovano ancora lì.
- La casa dei Duke che appare nei primi cinque episodi della prima stagione, si trovava al numero 2201 di Lenora Road, vicino a Loganville e fu demolita nel 2011; la casa che appare negli episodi successivi fu costruita invece negli studi della Warner Bros.
- La scena in cui Daisy in bikini rosso ferma il camion con le slot machine con il pretesto di cercare la spiaggia, nell'episodio Slot machine (One Armed Bandits), 1º episodio della 1ª stagione, fu girata a Rosebud Road, vicino a Loganville, Georgia.
- Sempre nell'episodio Slot machine (One Armed Bandits) si vedono i Duke che portano delle slot machine presso una grande sala. Questa scena fu girata all'interno del Candler Hall di Oxford College, Covington.
- L'orfanotrofio che appare nell'episodio Slot machine (One Armed Bandits) è situato al numero 5160 di Echols Street a Covington. Successivamente venne utilizzato un edificio degli studi della Warner Bros.
- Verso la fine dell'episodio Slot machine (One Armed Bandits) i ragazzi Duke, durante un inseguimento, si ritrovano ad attraversare un passaggio a livello. Il passaggio a livello si trova all'incrocio tra l'Hwy 81 e l'Herring Street a Covington.
- Il tribunale che appare nell'episodio Whisky ad alta percentuale di ottani (High Octane), 5º episodio della 1ª stagione, è il tribunale della contea di Newton a Covington. Si trova al numero 1124 di Clark Street.
- Il salto nella prima scena dell'episodio Whisky ad alta percentuale di ottani (High Octane) fu girato all'incrocio tra Hwy 20 e Bethel Road, a nord di Conyers.

#### Incidenti durante le riprese
Come in molte serie di quel periodo, lo svolgimento delle riprese, proprio in virtù delle vicende narrate, era spesso pericoloso. Anche in Hazzard gli incidenti erano frequenti e purtroppo a volte anche letali. Nel 1980, a seguito del ribaltamento di un'automobile, perse la vita l'assistente alle riprese Rodney Mitchell.

## Colonna sonora
La sigla originale della serie è stata composta e interpretata da Waylon Jennings
, un celebre cantante di musica country. Il titolo del brano è “Good Ol 'Boys” e nell'agosto del 1980 è stato pubblicato come secondo singolo dell'album Music Man su etichetta RCA Records (PB-12067). La canzone nel mese successivo conquistò la posizione numero 1 nella classifica dei singoli di musica country di Billboard.
La sigla italiana della serie, intitolata La ballata di Bo e Luke, fu composta e interpretata da Augusto Martelli e pubblicata nel 1981 su dischi Five Record (FM-13006); il testo fu scritto dal paroliere Luigi Albertelli. La chitarra della sigla del telefilm è suonata da Giorgio Cocilovo.
Nel corso degli anni hanno preso parte alle realizzazione della colonna sonora diversi artisti, tra questi: Fred Werner, John Beal e Richie Albright.

## Veicoli

### L'auto "Generale Lee"

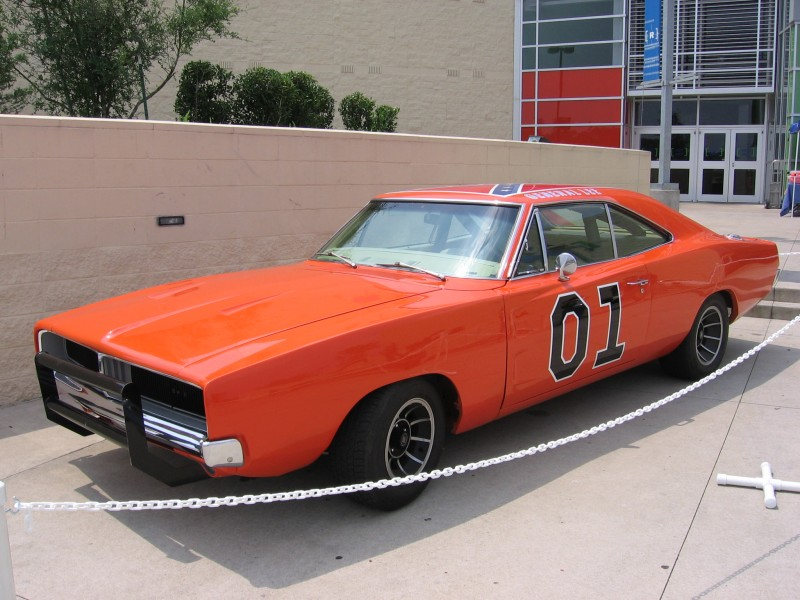
La Generale Lee come appare nella serie televisiva

L'automobile è una Dodge Charger R/T (Road & Track) del 1969. Le motorizzazioni erano due: il 440 MAGNUM, 7200 cm³, potenza circa 375 HP e il 426 HEMI, 6980 cm³, potenza circa 425 HP. La trasmissione poteva essere automatica a 3 rapporti, oppure manuale a 4 marce +RM. Detta "Generale Lee", in onore del celebre generale sudista della guerra di secessione americana, è caratterizzata da un colore arancio, da una gabbia di Roll-bar nera all'interno dell'abitacolo, da una radio "cb" con antenna sul baule posteriore, da un enorme numero "01" sulle fiancate, dalla seconda bandiera degli Stati Confederati d'America dipinta sul tetto e da un clacson che intona le prime note della canzone popolare Dixie's Land. Un'ulteriore singolarità, che distingue la Generale Lee dalle vetture in circolazione, è data dalle porte saldate alla carrozzeria, caratteristica che costringe i cugini Duke a entrare e uscire dall'auto passando attraverso i finestrini come nelle vetture da corsa NASCAR, divenendo col tempo un'immagine iconica del telefilm. L'11 novembre 1978 lo stuntman Craig R. Baxley con la Generale Lee, durante le riprese, stabilì un record di salto.
In media venivano distrutte almeno una o due vetture per ogni episodio, si eseguivano salti che finivano sempre per distruggere i pianali dell'auto rendendola inutilizzabile per altre scene. Gli esemplari rimasti e ristrutturati di quel particolare modello del '69 sono molto ricercati e hanno raggiunto un notevole valore di mercato. Dalla sesta stagione i produttori decisero di usare delle miniature in scala 1/8, prodotte e filmate dal personale di Jack Sessums.
Durante i primi cinque episodi della prima serie, che sono stati girati in Georgia, le auto coinvolte vennero allestite e riparate presso una carrozzeria con sede vicino al luogo delle riprese. In questa officina gli uomini lavoravano giorno e notte per preparare le auto distrutte durante le riprese in modo tale che potessero essere nuovamente disponibili per il giorno successivo.
Il terzo episodio della prima serie, Il bambino di Mary Kaye (Mary Kaye's Baby), è l'unico in cui la Generale Lee non appare. In questa puntata i Duke guidano una Plymouth Fury del 1975 di colore blu.
Il parco macchine con i rispettivi pezzi di ricambio, a fine serie, venne affidato dai produttori a Wayne Worten, il quale ne gestì lo smaltimento. Alcune vetture vennero donate a dei fan con la clausola, però, di non poterne trarre profitto.

### Le auto della polizia

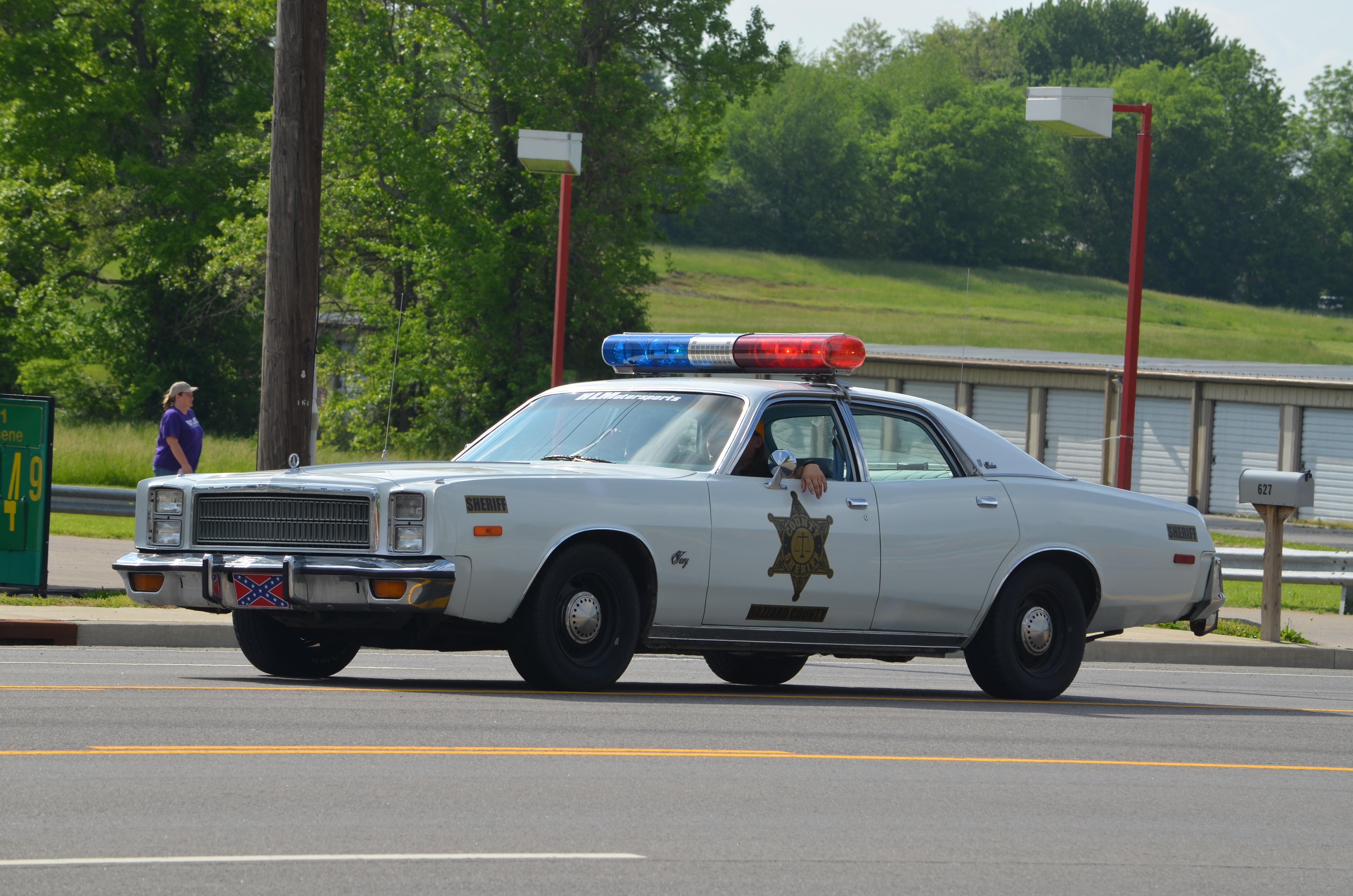
Una Plymouth Fury (1978) della polizia di Hazzard

La AMC Matador del 1977 fu una delle tante e diverse auto della polizia di Hazzard utilizzate nella serie, soprattutto nella prima stagione. Erano dotate di barre luminose e radio di servizio. Una Dodge Polara del 1972 e una Dodge Monaco del 1974 furono impiegate durante l'episodio pilota. Dalla seconda stagione si usarono delle Dodge Monaco del 1977; da metà della quarta stagione, invece, delle Plymouth Fury del 1978. Le AMC Matadors erano ex veicoli del Dipartimento di Polizia di Los Angeles, mentre le Dodge Monaco e le Plymouth Fury erano ex unità della California Highway Patrol.
.
Lo sceriffo Little della contea di Chickasaw guida una Dodge Coronet simile alla Dodge Monaco, ma con particolari diversi. Nel doppiaggio del sonoro per la versione italiana le sirene usate sui vari modelli non sempre sono risultate corrispondenti a quelle realmente usate dalla polizia americana.

### Plymouth Road Runner

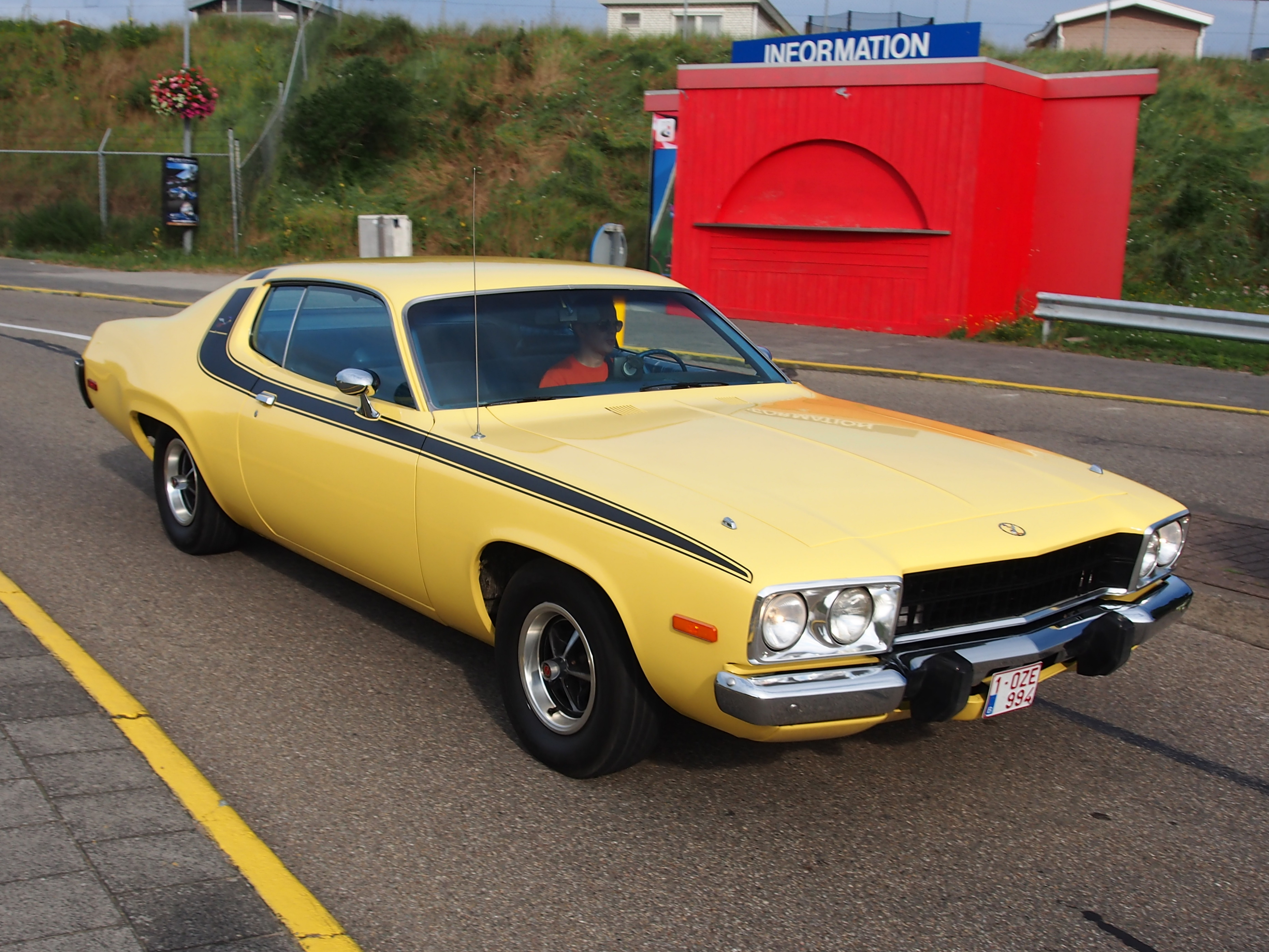
Plymouth Road Runner

Una Plymouth Road Runner del 1973 gialla con una striscia nera, targata FCH630, fu utilizzata da Daisy Duke, e dallo zio Jesse, nei primi episodi della prima stagione. Per gli ultimi episodi della prima stagione e i primi della seconda stagione, invece, guidò una Plymouth Satellite/GTX del 1971 sempre gialla con una striscia nera.

Nella puntata La fuga di Susi, viene distrutta l'auto di Daisy, caduta in un precipizio durante un inseguimento tra Rosco, Enos e i cugini Duke che la guidavano. A sostituire la Plymouth arriva la Jeep CJ-7 "Dixie", bianca con un'aquila sul cofano e due sportelli, che poi verranno rimossi, regalatale dal milionario Holmes (impersonato da Robert Alda).

### Jeep CJ-7
“Dixie” è il nome dato all'auto di Daisy Duke, una Jeep CJ-7 "Golden Eagle" del 1980 di colore bianco. La caratteristica di questa vettura è un'aquila dorata sul cofano e la scritta "Dixie" sui fianchi. Nella serie furono impiegate varie vetture identiche: a volte avevano un cambio automatico e altre volte uno manuale. Anche il design del roll bar varia attraverso le stagioni. Quando fu introdotta la Jeep, alla fine della seconda stagione, questa aveva anche le porte, che vennero presto rimosse e non apparvero più a partire dall'episodio Arrestate Jesse Duke (Arrest Jesse Duke) della seconda stagione. Queste Jeep furono affittate ai produttori del telefilm da American Motors Corporation in cambio di una breve menzione nei titoli di chiusura.

### Ford F100
Il veicolo più usato dallo zio Jesse è un camioncino pick-up Ford F100 prodotto tra il 1973 ed il 1977. In alcuni episodi compare anche un Ford F250.

### Ford F350
Il furgone pick-up utilizzato da Cooter Davenport come carro attrezzi è un Ford F350.

### Cadillac de Ville

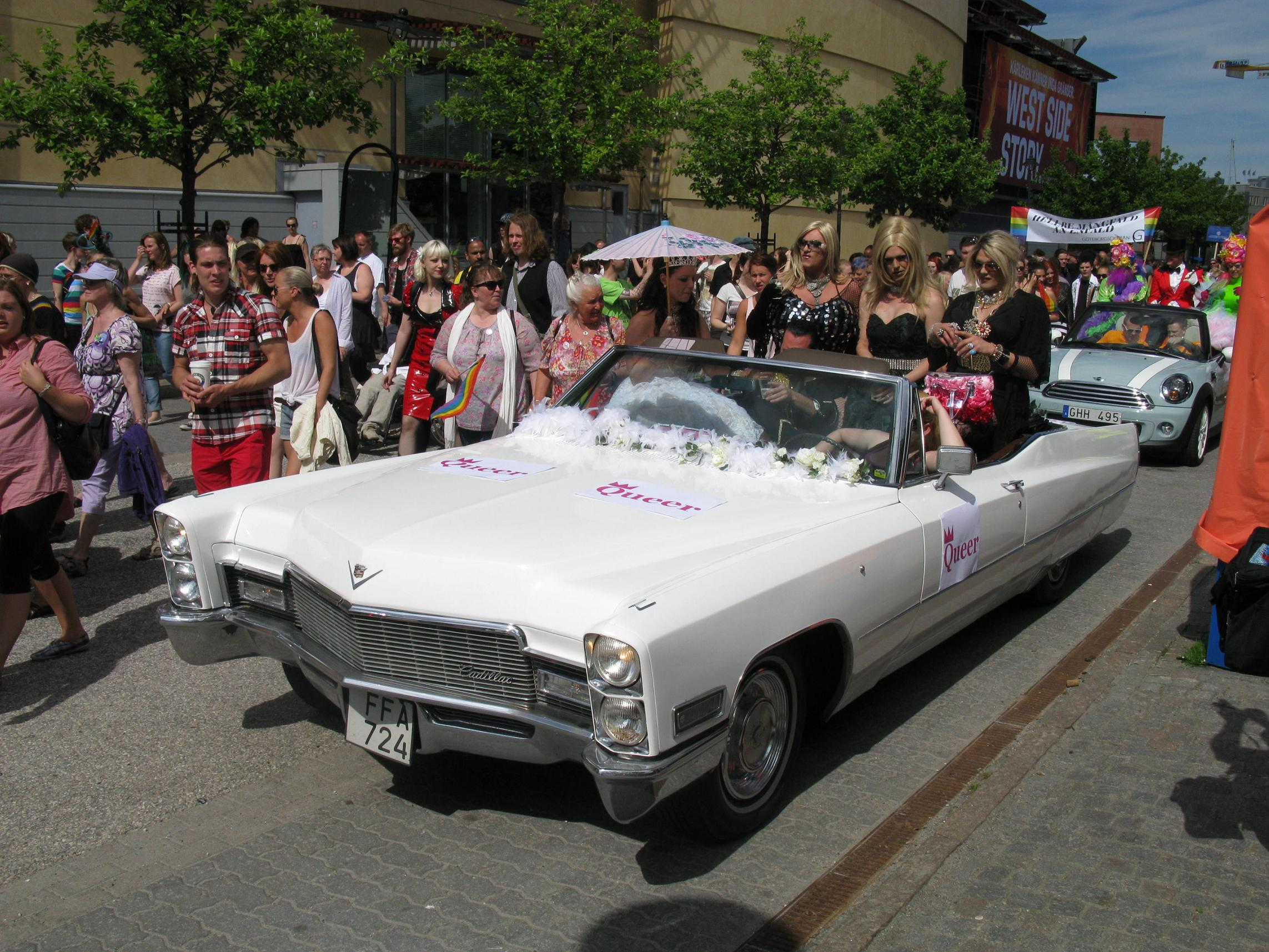
Cadillac De Ville (terza serie)

L'auto utilizzata da Boss Hogg è una Cadillac de Ville (versione del 1970) convertibile, di colore bianco con grandi corna di toro come ornamento sul cofano. Nelle stagioni iniziali Boss Hogg ha un autista, che parla raramente, identificato nel corso della serie con il nome di "Alex". Questo ruolo fu interpretato da diversi attori, tra cui lo stuntman Gary Baxley. Nell'episodio La pecora bianca (Baa, Baa White Shee) della 3ª stagione, il fratello di Boss Hogg, Abraham Lincoln Hogg, sempre interpretato da Sorrell Booke, guida lo stesso modello di automobile ma di colore nero. Il corno installato sul cofano venne acquistato per 300 dollari da un ragazzo che lo montava sulla sua macchina nella città di Covington; solo successivamente i produttori scoprirono che era venduto presso vari negozi di autoricambi al prezzo di circa 100 dollari.

### Ford Galaxie 500 del 1971

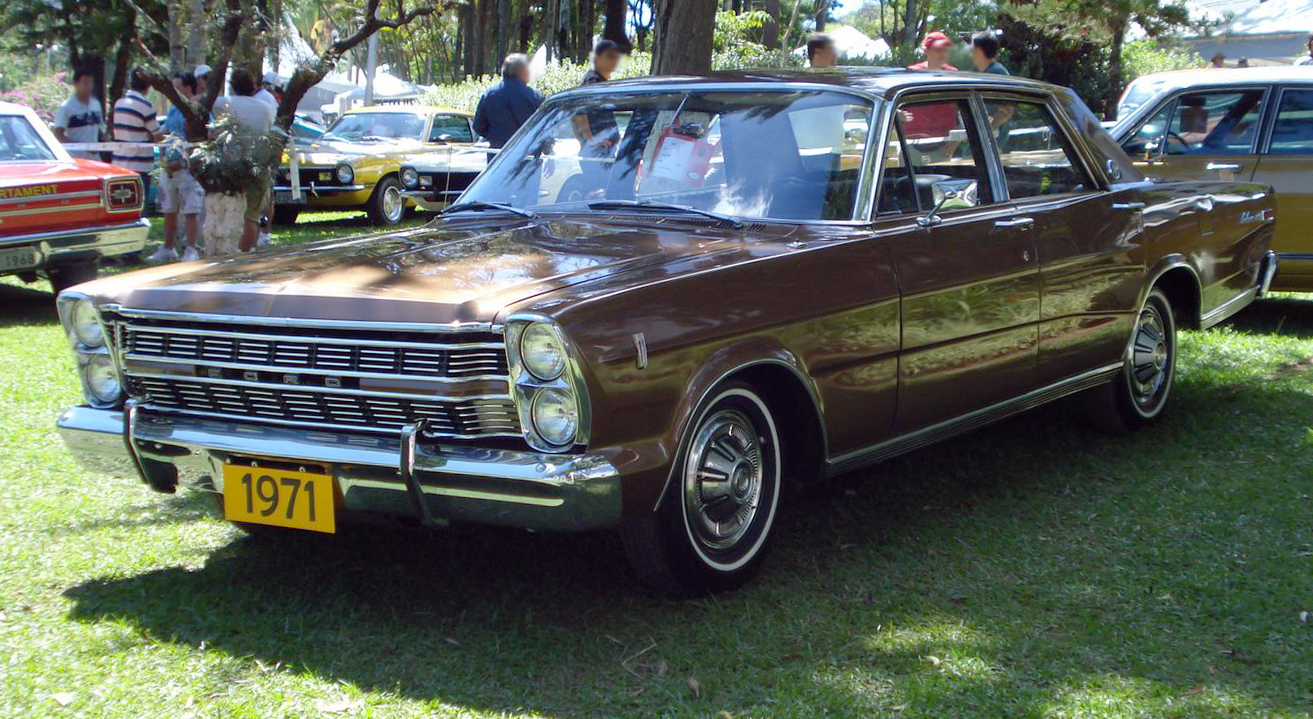
Ford Galaxie 500

Nell'episodio Whisky ad alta percentuale di ottani (High Octane) della 1ª stagione, zio Jesse ne guida una di color nero soprannominata “Sweet Tilly” (“dolce Tilly”) o “Black Tilly" (“Tilly nera”).

### Ford Mustang

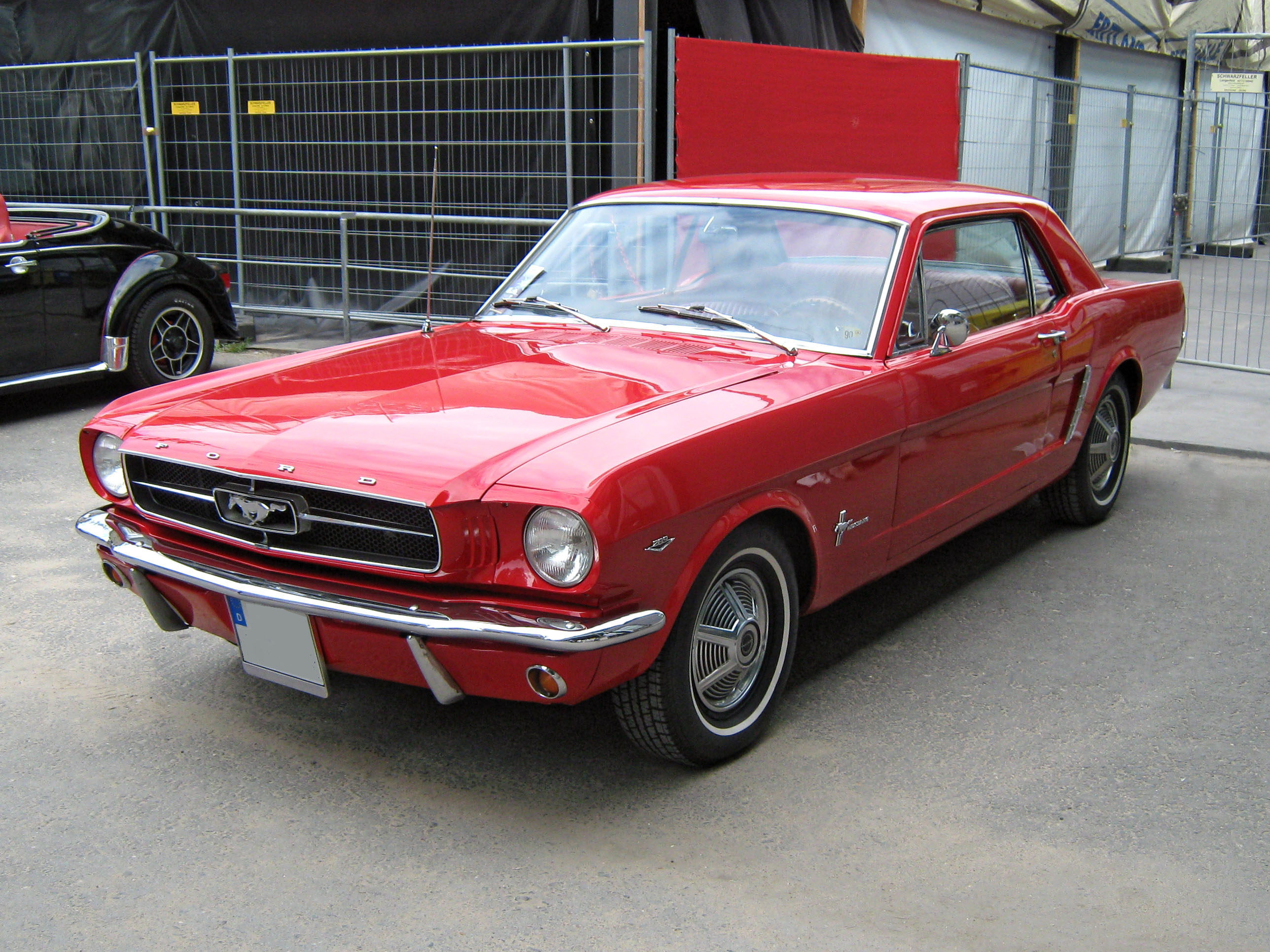
Ford Mustang

L'unica auto che sia riuscita a battere la Generale Lee per ben due volte in una gara è la Ford Mustang. La prima volta accade nell'episodio Una storia quasi d'amore della prima stagione; l'auto era nera con delle fiamme rosse, il numero 13 sulle portiere e il nome Lucifer sulle fiancate, ed era guidata da un'amica di Luke Duke. La seconda, viene guidata da Buzz Kilroy, ha uno "00" sulle portiere ed è di colore blu con delle fiamme dipinte sul posteriore. Appare anche nel film tv Hazzard 20 anni dopo (The Dukes of Hazzard: Reunion!) del 1997.
Ford Mustang LTD
Nell'episodio Come ai vecchi tempi (Days of Shine and Roses) della seconda stagione, zio Jesse guida una Ford Mustang Ltd nera soprannominata "Tilly" (nella versione originale è chiamata “Sweet Tilly” - dolce Tilly - ) per sfidare e vincere Boss Hogg su una Chevrolet Camaro.

### Chevrolet Camaro

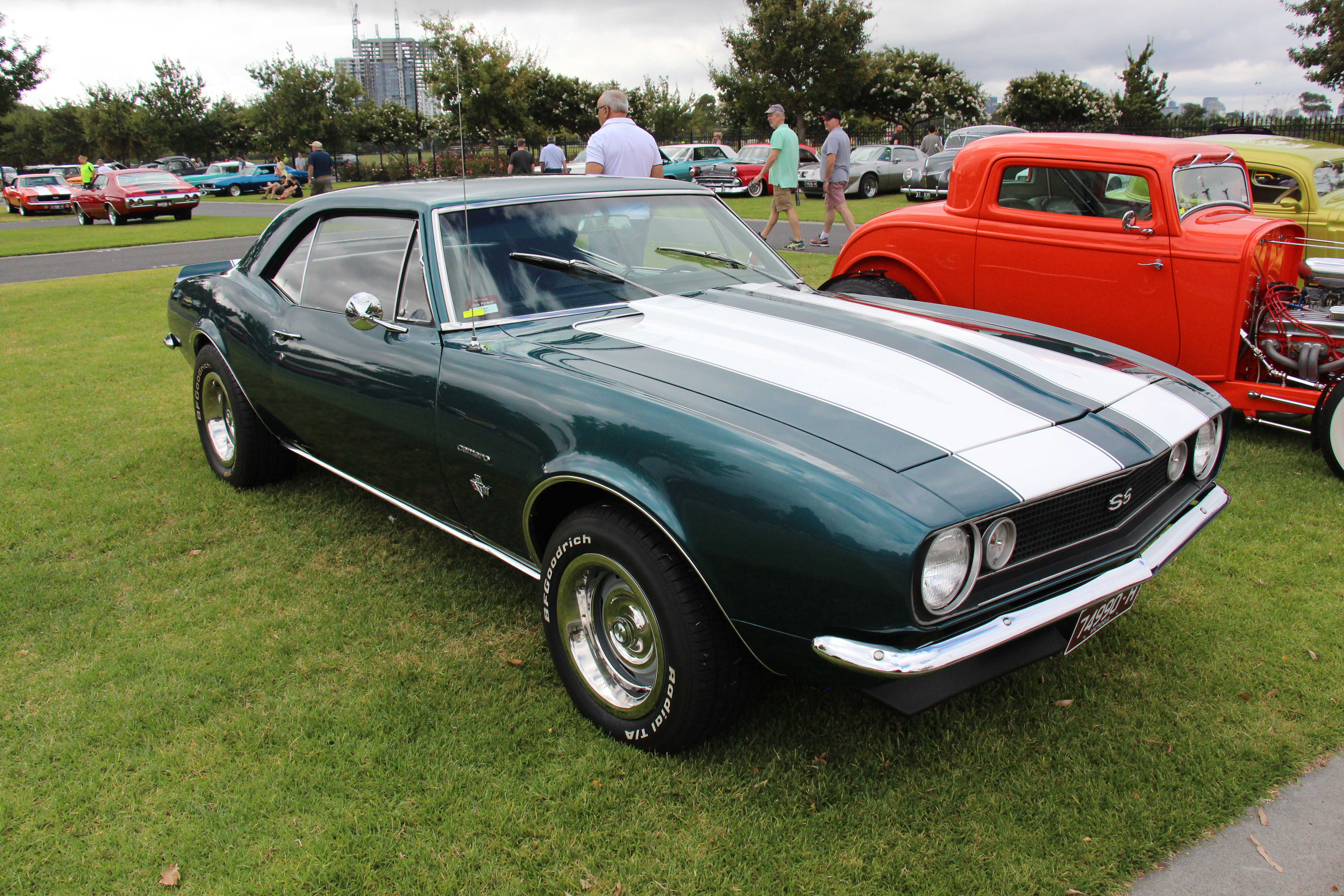
Chevrolet Camaro

L'auto guidata da Boss Hogg nell'episodio Come ai vecchi tempi (Days of Shine and Roses) della 2ª stagione è una Chevrolet Camaro ed è soprannominata “Gray Ghost Jr.”. Appare anche nell'episodio Candeline per il Generale (Happy Birthday, General Lee) della 7ª stagione, con il soprannome di “Hellcat” (in italiano “gatto indiavolato”).

### Maggiolino Volkswagen

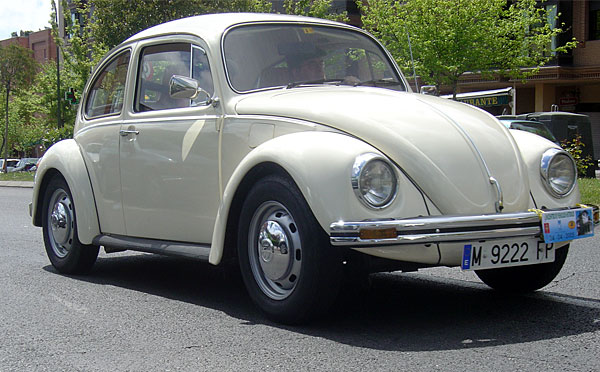
Volkswagen Maggiolino

La macchina utilizzata dal cugino Hugie Hogg è una Volkswagen Maggiolino bianca ed è la versione convertibile del 1960.

### Ford Gran Torino

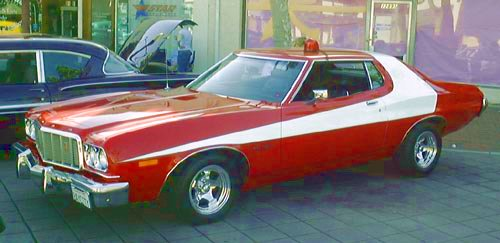
Una Ford Gran Torino imitazione della vettura di Starsky & Hutch

Nel primo episodio della serie compare in un cimitero per auto una Ford Gran Torino con gli stessi colori di quella di Starsky & Hutch. L'auto nel corso dell'episodio viene guidata da Cooter.

## Espedienti narrativi
Per avere gratuitamente delle celebrità all'interno del suo locale, il Boar's Nest, Boss Hogg si avvale spesso di alcuni trucchi scorretti. Uno dei più utilizzati è quello del celebrity speed trap (‘trappola del limitatore di velocità per celebrità’), dove lo sceriffo, mediante alcuni cartelli indicatori del limite massimo di velocità sapientemente modificati, riesce a variare il limite a proprio piacimento, in modo tale da multare i poveri malcapitati. Una volta inflitta la salatissima multa, solo in cambio di un'esibizione gratuita all'interno del Boar's Nest, viene offerta la possibilità di stracciarla. Un altro trucchetto è quello d'inserire delle deviazioni obbligatorie, cosicché la celebrità di passaggio finisca direttamente nel parcheggio del Boar's Nest. Nella maggioranza dei casi cadono in queste trappole cantanti di musica country. Spesso gli autori della serie hanno chiuso così gli episodi in modo da inserire una canzone che i produttori volevano utilizzare per promuovere i nuovi lavori discografici di alcuni cantanti sotto contratto con le etichette del gruppo Warner Brothers.
Lista delle celebrità vittime del limitatore di velocità o delle deviazioni:
- Hoyt Axton
- Donna Fargo
- Freddy Fender
- Doug Kershaw
- The Oak Ridge Boys (due volte)
- Roy Orbison
- Buck Owens
- Johnny Paycheck
- Mel Tillis
- Dottie West
- Tammy Wynette
- Waylon Jennings
- Loretta Lynn
- Mickey Gilley

## Controversie
In seguito al Massacro di Charleston del 17 giugno 2015, il presidente degli Stati Uniti Barack Obama ha auspicato la messa al bando della bandiera confederata sudista, perché ritenuta sinonimo di razzismo. Essendo tale simbolo presente nella sua seconda versione anche sulla macchina dei due protagonisti della serie, la rete televisiva CBS ha deciso di bloccarne la messa in onda.

## Altri media

### Cinema
Nel 2005 è uscito il film Hazzard con Johnny Knoxville (Luke Duke) e Seann William Scott (Bo Duke) nella parte dei cugini Duke e Jessica Simpson nella parte della cugina Daisy Duke.
Nel 2007 è stato realizzato il prequel Hazzard - I Duke alla riscossa, con Randy Wayne (Luke Duke) e Jonathan Bennett (Bo Duke) nella parte dei cugini Duke e April Scott nella parte della cugina Daisy Duke. Altri interpreti: Willie Nelson (zio Jesse), Christopher McDonald (Boss Hogg) e Sherilyn Fenn (Lulu Hogg).

### Televisione
Dal telefilm sono stati prodotti, sempre con il cast originale, due film per la televisione. Il primo senza Sorrell Booke (Boss Hogg), morto nel 1994, il secondo anche senza Denver Pyle (Jesse Duke), morto nel 1997. L'intera troupe si riunì al funerale di Sorrell Booke nel 1994 e fu proprio in quell'occasione che nacque l'idea di riunire tutti i vecchi attori per realizzare un film tv dedicato alla serie. Il progetto si concretizzò nel 1997.
- Hazzard 20 anni dopo (The Dukes of Hazzard: Reunion!) (1997)
- Hazzard: Bo e Luke vanno ad Hollywood (The Dukes of Hazzard: Hazzard in Hollywood) (2000)

### Spin-off
Enos è una serie televisiva statunitense composta da 18 episodi in un'unica stagione. È stata trasmessa per la prima volta nella stagione 1980-1981.

È uno spin-off di Hazzard, incentrato sulle vicende del personaggio di Enos Strate (interpretato dall'attore Sonny Shroyer in entrambe le serie), ex vice-sceriffo nella contea di Hazzard che si trasferisce a Los Angeles per entrare nel LAPD. Ogni episodio si conclude con Enos che scrive una lettera a Daisy Duke in cui le racconta le sue avventure a Los Angeles. Queste lettere verranno poi riprese nel film Hazzard 20 anni dopo: nell'occasione Enos le mostra a Daisy dicendole di non avere mai avuto il coraggio di spedirgliele.

### Serie animata
Dalla serie originale nel 1983 fu realizzato un cartone animato, sempre con le voci del cast originale, chiamato Hazzard (The Dukes), prodotto nel 1983.

### Videogiochi
Al telefilm si sono ispirati diversi videogiochi, gli ultimi due con le voci del cast originale:
- The Dukes of Hazzard (1984) (versione per ColecoVision e Coleco Adam, prodotta da Coleco)
- The Dukes of Hazzard (1985) (versioni per ZX Spectrum, Commodore 64 e Atari 2600, prodotta da Elite Systems)
- The Dukes of Hazzard: Racing for Home (1999)
- The Dukes of Hazzard: Return of the General Lee (2004)

## Parodie e citazioni
- Nel film Mars Attacks! un imperatore marziano segue una puntata di Hazzard alla televisione.[42]
- Nel sesto episodio della quinta stagione della serie Smallville, intitolato Traffico di donne (Exposed), Schneider e Wopat tornano a recitare insieme. Nella puntata ci sono diversi riferimenti alla serie Hazzard, come quando i due guidano un'auto in modo spericolato o addirittura entrano nell'abitacolo direttamente dal finestrino.
- Il personaggio della Marvel Comics Deadpool è un fan della serie e nelle sue avventure molto spesso vengono fatti precisi riferimenti ad Hazzard.[43]
- Su Topolino è stata pubblicata nel 1987 una parodia Disney della serie dal titolo Paperino "cugino Duck"[44].
- Nel quarto episodio della prima stagione della serie I Griffin dal titolo L'uomo in bianco, Peter si azzuffa con un ragazzino per riavere il suo orologio di The Dukes of Hazzard.
- Nel ventunesimo episodio della quarta stagione della serie I Griffin, Stewie fa un riferimento alla "fase Daisy Duke" attraversata da Peter.
- Nel film Kingsman - Il cerchio d'oro, l'agente Whiskey, facente parte della Statesman, la versione statunitense della Kingsman, guida una macchina con il clacson dal suono identico a quello della Generale Lee.
- Nell'ottavo episodio della quarta stagione della serie Lucifer, intitolato Pessimo fidanzato, il protagonista, in due brevi scene, viene inquadrato intento a guardare Hazzard di cui si vedono brevi tratti della sigla iniziale.

## Premi e candidature
La serie fu candidata ai Premi Emmy per i costumi nel 1984.

## DVD
La Warner Home Video ha pubblicato tutte le sette stagioni di Hazzard in DVD per le regioni 1 e 2. I due film TV che hanno seguito la serie sono usciti in DVD nella regione 1 il 10 giugno 2008 e nella regione 4 il 4 giugno 2014. Nella regione 4 la Warner ha distribuito solo le prime sei stagioni in DVD e due film per la TV. La serie completa e i due film TV sono stati pubblicati su DVD nella Regione 1 il 14 novembre 2017.
| Titolo del DVD                      | N° ep. | Data di pubblicazione | Data di pubblicazione | Data di pubblicazione |
| Titolo del DVD                      | N° ep. | Regione 1             | Regione 2             | Regione 4             |
| ----------------------------------- | ------ | --------------------- | --------------------- | --------------------- |
| La prima stagione                   | 13     | 1 giugno 2004         | 15 agosto 2005        | 17 agosto 2005        |
| La seconda stagione                 | 23     | 25 gennaio 2005       | 26 settembre 2005     | 17 agosto 2005        |
| La terza stagione                   | 23     | 31 maggio 2005        | 21 novembre 2005      | 1 marzo 2006          |
| La quarta stagione                  | 27     | 2 agosto 2005         | 13 febbraio 2006      | 1 marzo 2006          |
| La quinta stagione                  | 22     | 13 dicembre 2005      | 10 aprile 2006        | 9 agosto 2006         |
| La sesta stagione                   | 22     | 30 maggio 2006        | 24 luglio 2006        | 9 agosto 2006         |
| La settima stagione                 | 17     | 5 dicembre 2006       | 22 settembre 2008     | ND                    |
| Two Movie Collection                | 2      | 10 giugno 2008        | ND                    | 4 giugno 2014         |
| The Complete Series & Two TV Movies | 147    | 14 novembre 2017      | ND                    | ND                    |

## Festival della serie
- Dal 2011 i fan olandesi organizzano l'Euro Dukesfest[49] presso la pista di Zandvoort.
- Dal 2001 al 2007 si è svolto anche il Dukesfest, organizzato da Ben Jones.